# هنري غولت
هنري غولت (بالفرنسية: Henri Gault)‏ هو ناقد الطعام وصحفي وكاتب فرنسي، ولد في 4 نوفمبر 1929 في Pacy-sur-Eure ‏ في فرنسا، وتوفي في 9 يوليو 2000 في Saint-Sulpice-en-Pareds ‏ في فرنسا.